# Pierre Lorillard II
Pierre Abraham Lorillard II, conosciuto anche come Peter Lorillard, Jr. (New York, 7 settembre 1764 – New York, 23 maggio 1843), è stato un imprenditore, finanziere e tycoon immobiliare statunitense.

## Biografia

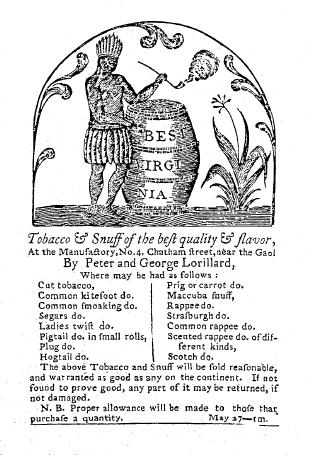
Pubblicità del 1789 della Tobacco & Snuff of the best quality & flavor di Peter e George Lorillard.

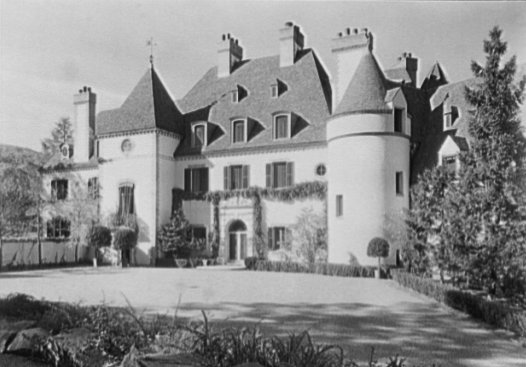
La residenza di Lorillard a Tuxedo Park nel 1934.

Pierre Lorillard II nacque nel 1764 a Manhattan, primogenito (stando alla maggior parte delle fonti, poiché altre ne indicano la data di nascita nell'11 luglio 1768, il che lo renderebbe il secondogenito) di Pierre Abraham Lorillard (conosciuto anche come Pierre Lorillard I), imprenditore francese naturalizzato statunitense e fondatore dell'azienda che diventerà poi la Lorillard Tobacco Company, la quale da sempre sostiene di essere la più antica azienda del tabacco degli Stati Uniti d'America e del mondo. L'azienda (la prima del Nord America a produrre tabacco da fiuto) fu fondata intorno al 1760 all'interno di una casa affittata in Chatham Street, oggi Park Row, nel quartiere di Lower Manhattan.
Dopo la morte violenta del padre, avvenuta nel 1776 ad opera di mercenari assiani al soldo dell'esercito britannico, durante l'occupazione inglese di New York, Pierre e suo fratello George presero in mano le redini dell'azienda di famiglia nel 1792, costruendo una sede ben più grande nei pressi del fiume Bronx e facendola fiorire fino a farla diventare la Lorillard Tobacco Company, la quale, dopo molti passaggi, è oggi parte della Reynolds American, che l'ha acquisita il 15 luglio 2014 per 27,4 miliardi di dollari.

## Vita personale

### Famiglia
Pierre Lorillard II sposò Maria Dorothea Schultz (1770-1834) nel 1788, con cui visse al 521 Broadway a Manhattan, e dalla quale ebbe cinque figli:
- Maria Dorothea Lorillard (nata nel 1790)
- Catherine Lorillard (nata nel 1792)
- Pierre Lorillard III (nato nel 1796)
- Dorothea Anne Lorillard (1798-1866), che si sposò con il costruttore John David Wolfe (1792-1872).[6]
- Eleanor Eliza Lorillard (nata nel 1801)

### Morte
Pierre Lorillard II morì all'età di 79 anni, nel 1843, sopravvivendo ai suoi fratelli minori George e Jacob. Il reporter di un quotidiano, nello scrivere il suo necrologio e volendo farlo apparire come un americano particolarmente benestante, usò la appena coniata parola "millionaire" (in italiano: "milionario").
Mentre la parola "millionaire" era già stata utilizzata nel Regno Unito a partire almeno dal 1816, sembra che quello nella descrizione di Lorillard del 1843 sia il suo primo utilizzo negli Stati Uniti d'America, e ciò nonostante Lorillard non fosse stato né il primo americano ad avere raggiunto un patrimonio da un milione di dollari, né fosse, all'epoca della sua morte, l'uomo più ricco d'America (primato detenuto al tempo da John Jacob Astor). In effetti Lorillard fu soltanto il primo americano (e non il primo uomo in assoluto, come erroneamente asserito da alcuni) ad essere chiamato millionaire dalla stampa.
Philip Hone, sindaco di New York nel 1826-27, scrisse nel suo diario queste parole a proposito di Lorillard, 

### Club
Pierre Lorillard II fu membro di diversi circoli e club, inclusi il Meadow Brook Hunt Country Club (un club di caccia alla volpe) e il Narragansett Gun Club. Il suo nome è spesso associato a Tuxedo Park, un villaggio nella contea di Orange, nello stato di New York, poiché tra il 1802 e il 1812 egli comprò i primi lotti di terreno su cui, nel 1886, fu costruito il villaggio, pensato come resort per personaggi dell'alta società, da parte di suo nipote Pierre Lorillard IV.

### Discendenza
Tra i suoi discendenti spicca sua nipote Catharine Lorillard Wolfe (1828-1887), una filantropa e collezionista d'arte che si rese protagonista di grandi donazioni ad istituti come la Chiesa episcopale della Grazie, l'Union College e il Metropolitan Museum of Art di New York.